# Aramides axillaris
Aramides axillaris là một loài chim trong họ Rallidae.